# Деспина Паяну
Деспина Паяну (на гръцки: Δέσποινα Παγιάνου, на немски: Despina Pajanou) е германска актриса от гръцки произход.

## Биография
Родена е на 12 декември 1958 година в македонския град Солун, Гърция. Родителите ѝ са гръцки емигранти в Германия, заминават за Гърция, специално, за да може детето да се роди в родината им и веднага след раждането му се връщат в Щутгарт, където Деспина израства.
Деспина Паяну получава първата си театрална роля в 1976 година, докато учи в училището на Ото Фалкенберг в Мюнхен - в Хайделберг дебютира на сцената в пиесата „Човек става по-млад“. През същата година тя изиграва първата си главна роля в телевизията в „Die Fastnachtsbeichte“, режисиран от Еберхард Иценплиц. Става известна на по-широката телевизионна аудитория в 1981 година като Роза в сериала на Бернхард Синкел „Изповедите на самозванеца Феликс Крул“. Играе на сцената в театър „Фриц-Ремонд“ във Франкфурт (1980 – 1982) и в Театъра на град Бон (1983), като същевременно се снима за телевизионни продукции. Големият ѝ пробив е в 1985 година с политическия трилър „Гамбит“, в който тя играе ангажирана журналистка. След това Деспина Паяну играе в различни продукции на Tatort – Zweierlei Blut, както и в множество телевизионни сериали като „Stahlkammer Zürich“ (1986), „Leib und Seele“ (1989), „Der Fahnder“ (1984 и 1990), „Tisch und Bett“ (1991), „Aufachse“ (1986), „Sonntag & Partner“ (1993) и в „Ein Fall für Zwei“ (1992). Играе и във филмите „Der Unsichtbare“ (1986), „Zwei verrückte Kinovögel“ (1982) и „Beim nächsten Mann wird alles anders“ (1988), както и в телевизионните „Zaubergarten“ (1982), „Zuckerhut“ (1983), „Familienschande“ (1988), „Von Gewalt keine Rede“ (1990), „Der Millionär“ (1991), „Miriams Mutter“ (1992), „Der demokratische Terrorist“ (1992), „Eine Mörderin“ (1993) и „Virus X – Der Atem des Todes“ (1997).

## Филмография
- 1976: Lobster (Телевизионен сериал, епизодZwei Fliegen)
- 1978: Hiob (Телевизионен сериал, 3 епизода)
- 1980: Auf Achse (Телевизионен сериал, епизод: Die thessalische Nacht)
- 1982: Zwei verrückte Kinovögel (Arpa colla)
- 1982: Deutschland kann manchmal sehr schön sein
- 1982: Bekenntnisse des Hochstaplers Felix Krull (Телевизионен сериал, 5 епизода)
- 1983: Zuckerhut
- 1983: Tatort: Mord ist kein Geschäft (Телевизионен сериал)
- 1984: Tatort: Zweierlei Blut
- 1985: Die Krimistunde (Телевизионен сериал, епизод 13, епизод: „Der Ersatzmann“)
- 1985: Der Fehler des Piloten
- 1985: Gambit
- 1986: Auf Achse (Телевизионен сериал, епизод Agentenbluff)
- 1986: Mit meinen heißen Tränen (Телевизионен сериал, 3 епизода)
- 1986: Lockwood Desert, Nevada
- 1986: Detektivbüro Roth (Телевизионен сериал, епизод  Detektiv mit Kleiderverpflichtung)
- 1987: Der Unsichtbare
- 1987: Anna (Телевизионен сериал, 5 епизода)
- 1988: Familienschande
- 1988: Praxis Bülowbogen (Телевизионен сериал, 1 епизод)
- 1988: Tatort: Winterschach]]
- 1989: Beim nächsten Mann wird alles anders
- 1989 – 1990: Mit Leib und Seele (Телевизионен сериал, 19 епизода)
- 1991: Tisch und Bett (Fernsehserie, 13 Folgen)
- 1992 – 2000: Ein Fall für zwei]] (Телевизионен сериал, различни роли, 2 епизода)
- 1993: Tatort: Bienzle und die schöne Lau
- 1994 – 2007: Doppelter Einsatz (Телевизионен сериал, 86 епизода)
- 1997: Virus X – Der Atem des Todes
- 2002: S.O.S. Barracuda – Die Tränen der Kleopatra
- 2002: So schnell du kannst
- 2004 – 2013: SOKO München (Телевизионен сериал, различни роли, 3 епизода)
- 2009: Tatort: Tödliche Tarnung
- 2009: SOKO Kitzbühel (Телевизионен сериал, епизод Familienbande)
- 2009: SOKO Stuttgart (Телевизионен сериал, епизод Saat des Todes)
- 2010: Kommissar Stolberg (Телевизионен сериал, епизод Das Mädchen und sein Mörder)
- 2013: Großstadtrevier (Телевизионен сериал, епизод Arbeit jeder Art)
- 2013: Notruf Hafenkante (Телевизионен сериал, епизод Einmal Traumschiff)
- 2012 – 2013: Danni Lowinski (Телевизионен сериал, 2 епицода)
- 2014: Alarm für Cobra 11 – Die Autobahnpolizei (Телевизионен сериал, 2 епицода)
- 2014: Der Bulle und das Landei (Телевизионен сериал, епизод Von Mäusen, Miezen und Moneten)
- 2014: Die Hochzeit meiner Schwester
- 2016: Dimitrios Schulze
- 2016: Der Hund begraben
- 2017: WaPo Bodensee (Fernsehserie, Folge Ausgerudert)
- 2020: Alle Nadeln an der Tanne